# Motya

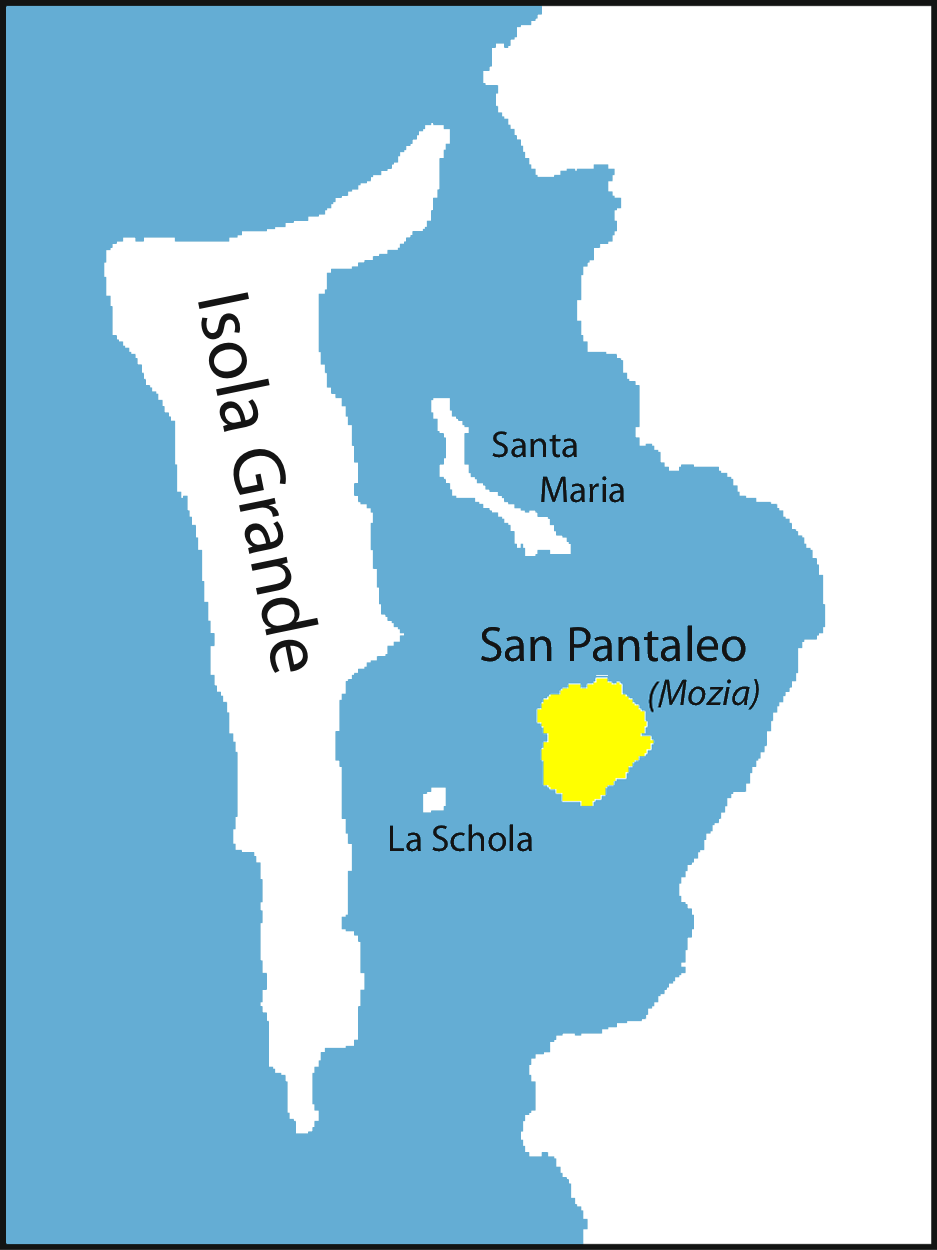
Mozia, den gulmarkerade ön.

Motya, Mothia eller Mozia (grekiska: Μοτύη, Μοτύα; italienska: Mozia ot Mothia; Sicilianska: Mozzia), var en karthagisk koloni på ön söder om Trapani och nästan mittemot Marsala på Siciliens västra kust. Kolonin grundades i slutet av 800-talet f.Kr.. Ön heter numera San Pantaleo och ligger i lagunen Stagnone innanför ön Isola Lunga. 
Vid utgrävningar på ön har man funnit bebyggelse från och med slutet av 700-talet f.Kr. En massiv, delvis välbevarad befästningsmur omgärdade från mitten av 500-talet f.Kr. bosättningen nära strandlinjen. Övriga lämningar inkluderar bland annat en stor helgedom, en tofet (offerplats), en arkaisk nekropol, ett hantverkskvarter (textilfärgning och keramiktillverkning), viss privatbebyggelse, en liten stensatt lasthamn samt mängder av pilspetsar av brons. 
Motya förstördes av Dionysios I av Syrakusa 397 f.Kr. De överlevande från ön flydde till fastlandet och grundade där Lilybeo som senare blev Marsala.
Utanför ön har man funnit ett feniciskt krigsskepp som är det enda i sitt slag i världen. Det kan nu beskådas i Baglio Anselmi-museet i Marsala. 
Ön köptes i början av 1900-talet av industrimannen och amatörarkeologen Joseph Whitaker (1880-1936) och är numera privatägd av familjen Whitaker som bekostar utgrävningarna och har skapat ett välordnat litet museum på ön med, utöver föremål som grävts ut, välgjorda modeller av öns tidiga bebyggelse samt en nyfunnen, vacker mansstaty i mer än naturlig storlek (Ung man klädd i tunika).
Ön trafikeras regelbundet med båtar från det närbelägna fastlandet.